# Kasteel Fourage

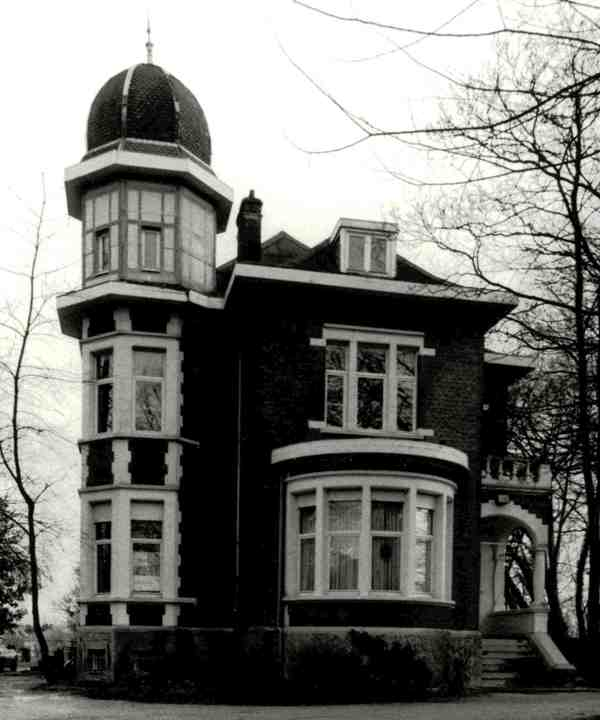
Kasteel Fourage

Het Kasteel Fourage is een voormalige fabrikantenvilla in de Antwerpse plaats Sint-Amands, gelegen aan de Kuitegemstraat 27.

## Geschiedenis
Het betreft een villa in een grote tuin die omstreeks 1912 werd gebouwd in eclectische stijl in opdracht van de heer Fourage die eigenaar was van een chemische meststoffenfabriek. Eind jaren '60 van de 20e eeuw werd de villa verhuurd aan de stichting Zonnehuis, dat er een tehuis voor verlaten kinderen inrichtte. In 1991 werd de villa door genoemde stichting aangekocht.
Het interieur van de villa bezit nog veel elementen uit de tijd van de bouw, waaronder gobelins met jachttaferelen.